# The Mule (película de 2018)
The mule (en España: Mula) es una película estadounidense dramática de 2018 producida, dirigida y protagonizada por Clint Eastwood.
Fue escrita por Nick Schenk y está basada en un artículo del periódico New York Times sobre la historia real de Leo Sharp (1924-2016), un veterano de la Segunda Guerra Mundial (1939-1945) que a sus ochenta años se convirtió en traficante de drogas del cártel de Sinaloa.
Es el primer proyecto actoral de Eastwood desde Trouble with the Curve (de 2012) y su primer papel protagónico en una película dirigida por él mismo desde Gran Torino (de 2008).
El resto del elenco lo integran
Bradley Cooper,
Laurence Fishburne,
Michael Peña,
Dianne Wiest y
Andy García. 
The mule se estrenó el 14 de diciembre de 2018 a través de Warner Bros.

## Sinopsis
Earl Stone, un hombre de 90 años, honesto, veterano de la guerra de Corea, se convierte  en un transportador de droga (mula en jerga policial) entre varios estados de Estados Unidos obligado por apremios económicos y por restituir sus carencias emocionales hacia su familia. Gracias a su edad y bondadosa personalidad pasa inadvertido ante la policía y gradualmente se convierte en la mula principal de un poderoso cártel compuesto por traficantes desalmados y dispuestos a todo. Earl se ve prisionero del cártel y además es perseguido por agentes de la DEA (Administración para el Control de Drogas).

## Reparto
- Clint Eastwood como Earl Stone.
- Bradley Cooper como el agente Colin Bates.
- Laurence Fishburne como el agente especial al mando.
- Michael Peña como el agente Treviño.
- Dianne Wiest como Mary, la exesposa de Earl Stone.
- Andy García como Laton, un líder narcotraficante del cártel de Sinaloa.
- Alison Eastwood como Iris.
- Taissa Farmiga como Ginny.
- Ignacio Serricchio como Julio.
- Loren Dean como el agente Brown.
- Victor Rasuk como Rico.
- Manny Montana como Axl.
- Clifton Collins Jr. como Gustavo.
- Noel Gugliemi como Bald Rob.
- Robert LaSardo como Emilio.
- Eugene Cordero como Luis Rocha.

## Recepción
The mule cosechó reseñas mixtas a positivas de parte de la crítica y positivas de la audiencia.
En el sitio web especializado Rotten Tomatoes, la película posee una aprobación de 70 %, basada en 193 reseñas, con una calificación de 6.1/10 y un consenso crítico que dice: «Una entrada defectuosa pero agradable de Eastwood del período tardío, The mule mantiene obstinadamente su equilibrio a pesar de algunos pasos en falso en su camino ocasionalmente impredecible». De parte de la audiencia tiene una aprobación de 66 %, basada en más de 2500 votos, con una calificación de 3.5/5.
El sitio web Metacritic le ha dado a la película una puntuación de 58 de 100, basada en 30 reseñas, indicando "reseñas mixtas".
Las audiencias encuestadas por CinemaScore le han dado a la película una "A–" en una escala de A+ a F, mientras que en el sitio IMDb los usuarios le han dado una calificación de 7.0/10, sobre la base de 138 289 votos.
En la página web FilmAffinity tiene una calificación de 6.7/10, basada en 25 674 votos.